# Rudersdal Lilleskole
Rudersdal Lilleskole er en lilleskole med ca. 100 elever beliggende i Holte ca. 100 meter fra Holte Station i en gammel privat herskabsvilla fra 1902. Rudersdal lilleskole samarbejder med Lilleskoleforeningen og de øvrige lilleskoler i forhold til fælles arrangementer.  
Skolen har fra 0.-9. klasse med afsluttende afgangseksamen.
- Skoleleder: Anna Harder
- Viceskoleleder: Malene Frandsen